# Reserva de la Biosfera de Dana

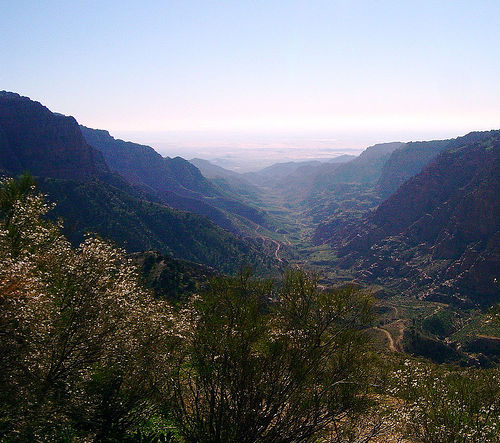
Vista de la vall de Dana

La reserva de la Biosfera de Dana, fundada el 1989, és la reserva natural més gran de Jordània. Es tracta d'una profunda vall que desemboca en l'Araba, el wadi que uneix la mar Morta amb la mar Roja i forma part de la Gran Vall del Rift. A l'extrem de la vall es troba el poble de Dana, punt de partida de les visites, a mig camí entre les ciutats de Tafilah i Xawbak.
La reserva de Dana té uns 320 quilòmetres quadrats que s'estenen entre l'altiplà de Quadesiyya, a 1.500 metres d'altitud, i el desert de l'Araba. El rocam dels canyons esglaonats que formen la reserva comprèn calcàries, gresos i granits.
Gràcies a la situació de la vall, oberta cap al Mediterrani, d'on obté una certa humitat, i a la diferència altitudinal, aquí es troben representades les quatre zones biogeogràfiques que es presenten a Jordània: la mediterrània, la saharoarabiana, la iranoturaniana i la sudanesa. Per aquesta raó, també es troba aquí la major diversitat biològica de tot el país.

## Flora i fauna
S'han comptat 703 espècies de plantes, 215 espècies de ocells i 38 espècies de mamífers a la reserva.
Les plantes més significatives són l'arbre de l'encens, l'alzina i l'acàcia. És la zona més meridional del món on es troba el xiprer i hi ha almenys tres espècies de plantes que en són endèmiques. Entre els animals en perill d'extinció es troben a la reserva l'íbex de Núbia, el gafarró de Síria i el xoriguer petit.

## Presència humana

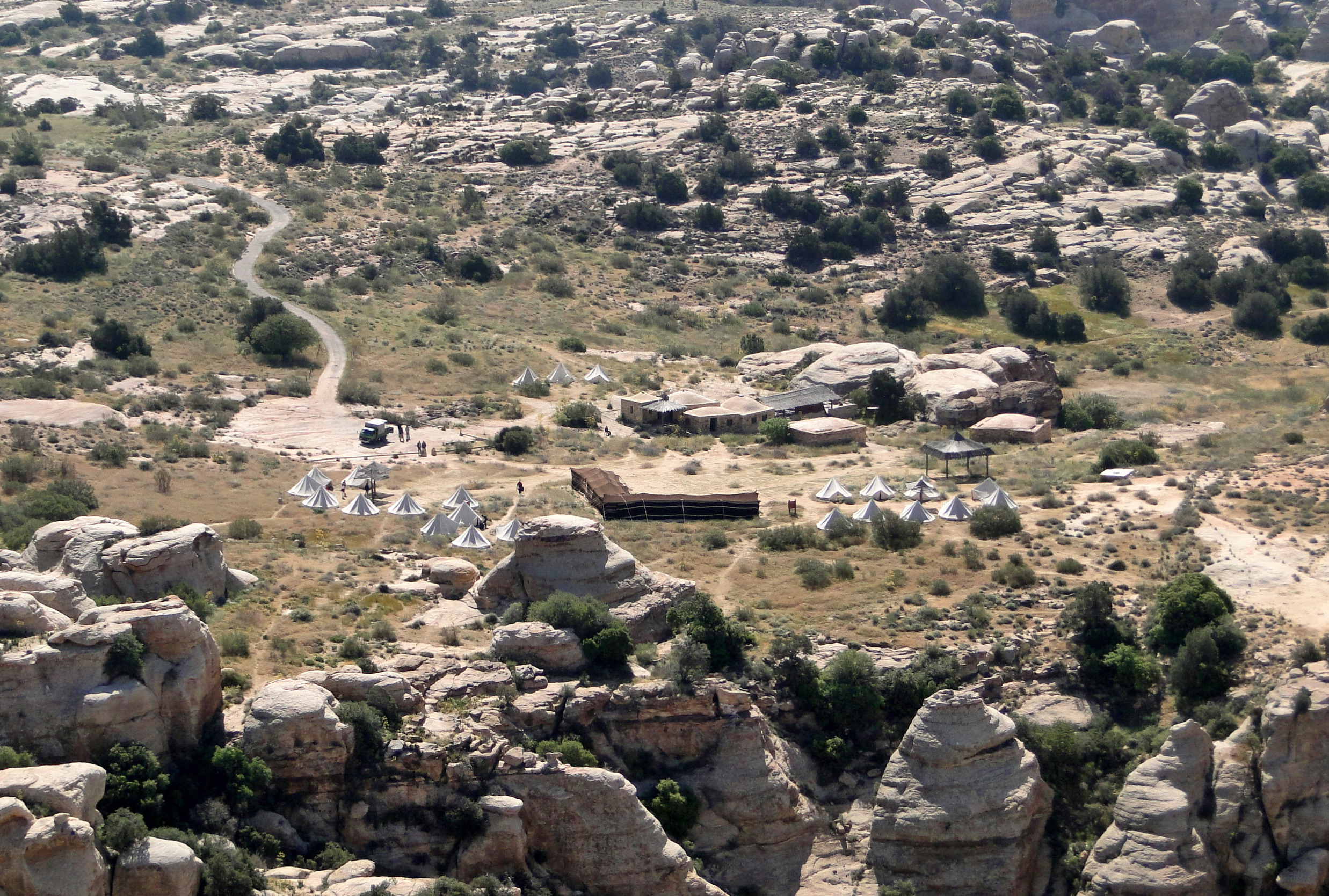
Campament de Rummana

Els membres de la tribu Ata'ta (o al-Atata) són els nadius de la Reserva de la Biosfera de Dana. La seva història a Dana data de fa 400 anys, però fa més de 6.000 anys que s'establiren a la zona per primera vegada. A part de la presència d'aquest grup humà, s'han trobat indicis arqueològics de poblacions paleolítiques, egípcies, nabatees i romanes a Dana.
Hi ha diversos hotels per als visitants tant a la mateixa reserva com a la localitat de Dana.